# Børsen (dokumentarfilm)
Børsen er en dansk dokumentarfilm fra 1965 instrueret af Tue Ritzau efter eget manuskript.

## Handling
Børsen i København er den eneste eksisterende børsbygning, der aldrig har været brugt til andet end sit formål. Der er derfor grund til at skildre dens historie fra en dag, den blev grundlagt af Christian 4. og til i dag, hvor det ganske vist er de samme aktiviteter, man kan iagttage, men størrelsesordenen og tempoet er et andet.